# José Sánchez de Murillo

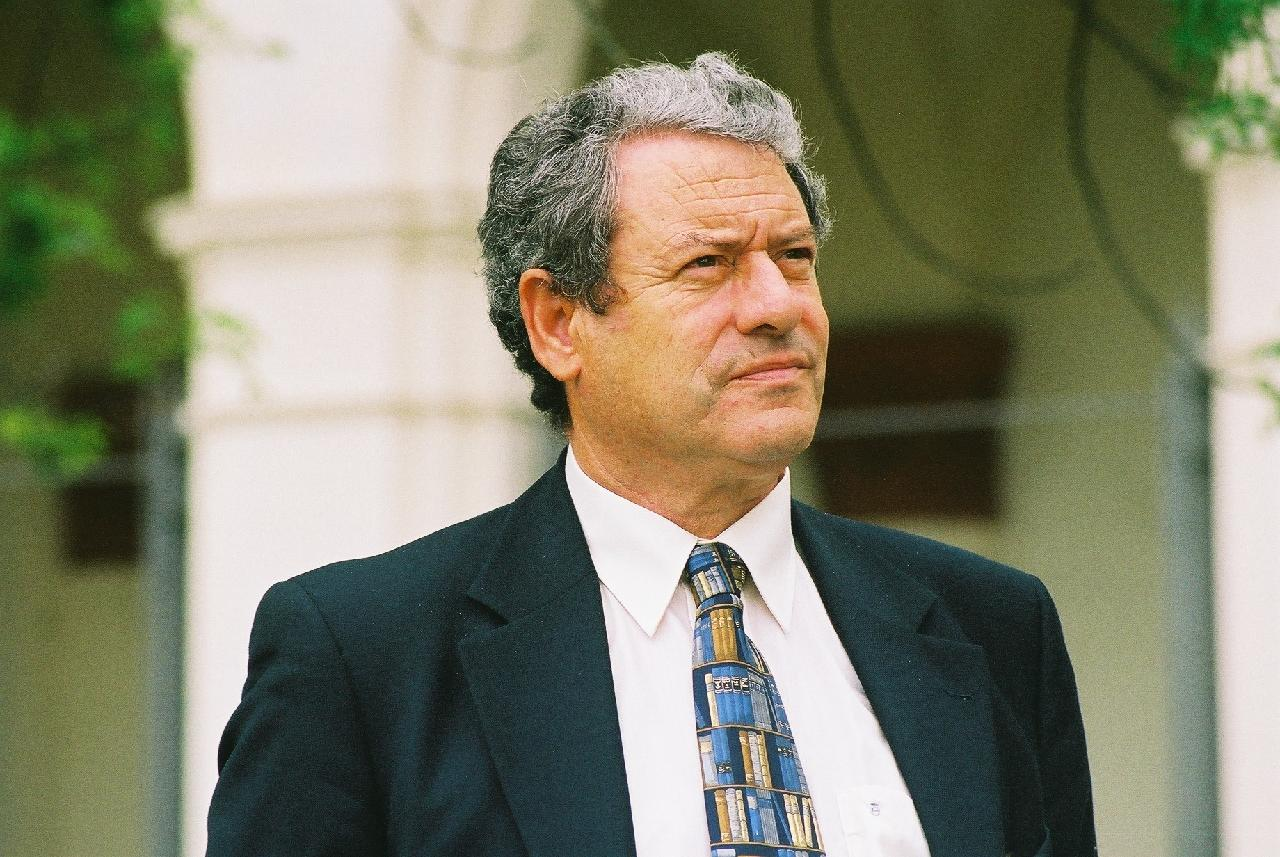
José Sánchez de Murillo (2006)

José Sánchez de Murillo (* 8. Februar 1943 in Ronda, Provinz Málaga, Spanien) ist ein römisch-katholischer Ordenspriester, Philosoph und Dichter.

## Leben
Sánchez de Murillo legte sein naturwissenschaftliches Abitur 1960 in Córdoba ab, wo er im selben Jahr in den Orden der Unbeschuhten Karmeliten eintrat. Von 1961 bis 1963 studierte er zunächst scholastische Philosophie und Musik (Klavier und Orgel) an der „Université Catholique“ in Lille und schloss das Studium mit einer Diplomprüfung ab. Im Winter 1963 begann er das Studium der Theologie und spanischen Mystik am Teresianum in Rom, das er 1968 mit dem Lizenziat abschloss. Anschließend bereitete er eine Dissertation über das Thema „Hoffnung“ im Lichte der philosophisch-theologischen Prinzipien Karl Rahners in Rom vor. Im Sommer 1970 reiste er nach Würzburg, um mit Heinrich Rombach Kontakt aufzunehmen und die Möglichkeit einer philosophischen Dissertation zu besprechen. Im September 1970 kehrte er nach Rom zurück und schloss sein Studium mit der Promotion in Theologie über die transzendentalphilosophisch begründete Theologie Karl Rahners ab. Anschließend lehrte er Theologie in Rom. 1971 ließ er sich in Rom beurlauben und setzte sein Philosophiestudium mit den Nebenfächern französische Literaturwissenschaft und Theologie in Würzburg fort. 1972 wurde er wissenschaftlicher Mitarbeiter von Heinrich Rombach am Institut für Philosophie, Lehrstuhl I der Universität Würzburg. 1973 gab er die Dozentenstelle in Rom auf und begann mit der Ausarbeitung einer Dissertation über Jean-Paul Sartre. Nebenbei war er als Sprachlehrer für Französisch, Italienisch und Spanisch sowie als Ethiklehrer am städtischen Schönborngymnasium in Würzburg tätig. 1976 schloss er das Studium mit einer philosophischen Dissertation über die Phänomenologie Jean-Paul Sartres ab.
1976 studierte er das Werk Jakob Böhmes, dazu Schelling, Schopenhauer, Scheler, Heidegger, Novalis und Franz von Baader. Letzterem widmete sich Sánchez de Murillo in seiner Habilitationsschrift über den deutschen Idealismus und die deutsche Romantik.
Ab 1977 reiste Sánchez mehrmals zu längeren Aufenthalten nach Guatemala und Mexiko. Die Begegnung mit dem Elend und der Ausbeutung in diesen Ländern erschütterte Sánchez und änderte seine Beziehung zur Wissenschaft in Richtung menschliche Nähe. Durch den unmittelbaren Einblick in diese auf der Pflanze – dem Mais – beruhende, im Wesen „weibliche“ Kultur erkannte er eine Parallele zu dem Anliegen, das in der Deutschen Romantik mit dem Wort „Zurück zu den Müttern!“ ausgedrückt wurde.
Sánchez führte ein „weltliches Leben“, heiratete und wurde am 23. Februar 1983 in Augsburg mit seiner Schrift Der Geist der deutschen Romantik. Franz von Baaders Versuch einer Erneuerung der Wissenschaft. Von Kant zu Jakob Böhme für das Fach Philosophie habilitiert, nachdem er sein Habilitationsgesuch in Würzburg zurückgezogen hatte. Diese erschien 1986 nach weiteren drei Forschungsjahren mit dem neuen Untertitel Der Übergang vom logischen zum dichterischen Denken und der Hervorgang der Tiefenphänomenologie. Von 1984 bis 1988 lehrte er Philosophie in Augsburg, von 1989 bis 1992 in Granada.
Nach weiteren „schicksalhaften Ereignissen“ kehrte er in den Orden zurück, da es ihm nur dort möglich sei, zu „lieben und geliebt zu werden, nur weil ich es bin“. 1992 entwarf er in München das Konzept eines Edith-Stein-Instituts für Phänomenologie und Tiefenphänomenologie e. V., dessen Vorsitzender er ist. 1993 übernahm er die Schriftleitung des neu gegründeten Edith-Stein-Jahrbuchs, das seitdem im Auftrag und mit finanzieller Unterstützung des Teresianischen Karmel in Deutschland beim Echter Verlag erscheint.
Im Wintersemester 1994/95 lehrte er noch einmal Philosophie am Teresianum. Im Januar 1995 besuchte er Luise Rinser in Rocca di Papa. Aus dieser Begegnung entstand eine enge Freundschaft, die für beide menschlich und literarisch wichtig wurde und die für die Entwicklung der dichterischen Dimension der Tiefenphänomenologie von grundlegender Bedeutung war. Luise Rinser veranlasste die philosophisch-meditative Schrift Das Fünklein Mensch über Jakob Böhme (1997) und das Epos Dein Name ist Liebe (1998), das sie mit einem Vorwort versah. Ebenso regte sie das noch unabgeschlossene Epos Gotteshervorgang (1998) an. 2011 veröffentlichte er eine Biografie über Rinser. An dem Buch, das die Verstrickung Luise Rinsers in den Nationalsozialismus nachweist und den Mythos ihrer Autobiographie aufdeckt arbeitete auch ihr Sohn Christoph Rinser mit.
Mit dem neunten Band Menschen, die suchen schied Sánchez 2003 aus der Schriftleitung des „Edith-Stein-Jahrbuches“ aus. Im gleichen Jahr gründete er – zusammen mit Martin Thurner – die neue Reihe „Aufgang. Jahrbuch für Denken – Dichten – Musik“ und setzte seine Lehrtätigkeit auf Einladung von Martin Thurner mit gemeinsamen Lehrveranstaltungen und im Bereich des Seniorenstudiums an der Universität München fort.
Am 20. Juni 2014 wurde ihm im Rahmen der Tagung „Musik und Spiritualität“ in St. Ottilien der Luise Rinser Preis verliehen. Der Preis ist mit einem zeitlich unbegrenzten finanziellen monatlichen Beitrag zum Lebensunterhalt des Philosophen dotiert.
Am 11. Juli 2018 beendete Sánchez mit einer Vorlesung über deutsche Märchen beim Seniorenstudium der Universität München seine akademische Lehrtätigkeit.

## Philosophischer Ansatz
Die Tiefenphänomenologie ist hervorgegangen aus Auseinandersetzungen mit der Naturphilosophie von Jakob Böhme und mit Autoren der deutschen Romantik, insbesondere Franz von Baader, und deren Diskussion über Kant. Wichtig war die vorausgegangene Beschäftigung Murillos mit der Theologie Karl Rahners und den Phänomenologien von Edmund Husserl, Martin Heidegger und Jean-Paul Sartre. Ebenso von Bedeutung waren laut eigener Darstellung die Erforschung mittelamerikanischer Mythologien, vor allem der Maya-Kultur, die Erfahrung menschlichen Elends durch Aufenthalte in Indio-Dörfern von Guatemala, lebensgeschichtliche Brüche und das Leiden an der Härte der akademischen Wirklichkeit.
Die beiden Gegensätze seiner Welterfahrung – Musik, Mystik, Phänomenologie, Mythologie der Maya-Kultur und deutsche Romantik einerseits (intelligible Welt), Ausbeutung, Verzweiflung, Besitzdrang, Geltungssucht, Neid und Krieg anderseits (empirische Welt) – erweckten den Wunsch, die Bedingung dieser Zerrissenheit zu erforschen und Möglichkeiten der Versöhnung zu finden. So entstand die Grundunterscheidung Tiefe versus Ober-Fläche. Tiefe, bei Sánchez das lebensbejahende „Weibliche“, meint die Dimension der Lebensgeburt, Lebenserneuerung, Sehnsucht, des Gemüts, Mitgefühls, des Lebens, der Liebe, den schöpferischen Un-Grund des Seins. Ober-Fläche, bei Sánchez das kämpferische „Männliche“, bezeichnet dagegen die ihren Ursprung vergessende Dimension, die von begreifen Wollen, Durchschauen, Überhebung, Machtstreben, Geltungssucht und Geld beherrscht wird. Auf Grund seiner Endlichkeit und Vergänglichkeit sind dem Menschen zudem immer nur vor-läufige Urteile und Entscheidungen möglich, von den Grundzeiten seines Lebens gefärbte und durchstimmte Umdeutungen. Der Mensch lebt und handelt in Übereinstimmung mit seinem Wesen nur und erst, wenn er, an nichts hängend, dem unaufhörlichen Prozess des Entstehens, Werdens und Vergehens gelassen entspricht. Die „Fundamentalethik“ beschreibt den not-wendigen Prozess, der den Menschen durch „Entblößung“ und „Tod“ des Ich in die ihm mögliche Freiheit als Offenheit in der Begrenzung führt. Die Einseitigkeit der sich bislang „männlich“ verstehenden Geschichte der Philosophie, Wissenschaft und Kultur macht daher eine „tiefenphänomenologische Lesart“ erforderlich, die „die Dringlichkeit einer weiblichen Ontologie“ deutlich werden lässt und die Menschheit „in Richtung auf das ursprünglich Menschliche hinleiten könnte“. Dieses geht ganzheitlich immer wieder aus der Vereinigung des „Weiblichen“ mit dem „Männlichen“, der „Oberfläche“ mit der „Tiefe“ hervor. Phänomenologische Philosophie als wissenschaftliche Forschung muss daher ganz von vorne beginnen mit Blick auf die geschichtliche Tradition und die gegenwärtige Realität, aber zugleich auch auf das Wesen und die Möglichkeiten des Menschen. Darum nennt Sánchez die Tiefenphänomenologie als Prozess der Rückkehr in den Ursprung auch „Neue Vorsokratik“. Da „männliche“ Kategorien und Begriffe unzulänglich und ungeeignet sind, die „weibliche“ Tiefendimension zu erhellen, muss sich die „tiefenphänomenologische Sage“ dichterisch ausdrücken. „Tiefenphänomenologie“ oder „Tiefendichtung“ intendiert damit letztlich eine „liebende Wissenschaft“, eine „Kultur der Gefühle“ und „Ehrfurcht vor dem undurchdringlichen Geheimnis“, was die Menschheit dringend brauche „nachdem sie bislang vorwiegend im Kopf gelebt hat.“ „Der männlichen Denkgeschichte muss die weibliche Lebensgeschichte folgen, um sie endlich als die zwei Seiten desselben vereinigen zu können.“

## Rezeption und Kritik
Christoph Münz bewertete 1999 im Freiburger Rundbrief Sánchez de Murillos tiefenphänomenologische Interpretation Edith Steins in ihrer „philosophischen Redseligkeit eher ärgerlich“.
Benedikt Maria Trappen verweist auf die Gleichursprünglichkeit des Denkens von Sánchez mit Denkern wie Jakob Böhme, Novalis, Hegel, Hölderlin, Feuerbach, Nietzsche, Buber, Rahner und der Tiefendimension der Upanishaden, Yoga und Zen, denen es wesentlich um die Aufhebung von Religion gehe. „Aufhebung“ sei aber keineswegs identisch mit „Verschwinden“. Auch sieht er die Herkunft des Denkens von Sánchez aus dem strukturphänomenologischen Forschungsansatz von Heinrich Rombach, was Sánchez bestreitet, der die alleinigen geistigen Urheberrechte am Begriff Tiefenphänomenologie und der damit gemeinten Dimension beansprucht.
Roland R. Ropers und Rudolf Schermann urteilten 2011 in Kirche In anlässlich des Erscheinens der Biografie Luise Rinsers, dass Sánchez mit „der schonungslosen Offenlegung der Vita von Luise Rinser (...) das Ansehen des Benediktiner- und Jesuitenordens“ schwer beschädigt habe. Gleichzeitig warfen sie ihm vor, wesentliche eigene biografische Fakten zu verschweigen. „Der persönliche Lebenswandel von José Sanchez de Murillo hat viele Fragezeichen und lädt zur Konfrontation mit der Wahrheit ein. Ebenso, wie es der Autor und Freund mit der Biographie von Luise Rinser getan hat.“

## Werke

### Philosophisch-wissenschaftliche Schriften
- José Sánchez de Murillo: Die existentialistische Freiheitsauffassung und die christliche Gotteserfahrung. Eine kritische Untersuchung der Philosophie Jean-Paul Sartres in religionsphänomenologischer Hinsicht. Inaugural Dissertation. Würzburg 1975
- Der Geist der deutschen Romantik. Der Übergang vom logischen zum dichterischen Denken und der Hervorgang der Tiefenphänomenologie. Pfeil, München 1986, ISBN 3-923871-09-0
- Über die Selbsterkenntnis des Menschen. Ein Dialog. Pfeil, München 1986, ISBN 3-923871-12-0
- La crisis del pensamiento lógico y el surgir de la Fenomenología del Profundo, Málaga Diputación Provincial 1987.
- Fundamental-Ethik. Pfeil, München 1988, ISBN 3-923871-31-7
- Die Erste Philosophie der großen Krisenzeit. In: prima philosophia. Band 3, 1990, S. 427–442.
- Tiefenphänomenologie der menschlichen Gewalt. In: Die menschliche Gewalt. Echter, Würzburg 1995, ISBN 3-429-01697-5, ISSN 0948-3063 (= Edith Stein Jahrbuch, Band 1)
- Vom Wesen des Weiblichen. In: Das Weibliche. Echter, Würzburg 1996, ISBN 3-429-01782-3, ISSN 0948-3063 (= Edith Stein Jahrbuch, Band 2)
- Jakob Böhme: Das Fünklein Mensch. Kösel, München 1997, ISBN 3-466-20425-9
- Vom Wesen des Christentums. Tiefenphänomenologie der Menschwerdung. (noch unabgeschlossen). Teil I und II In: Die Weltreligionen 1. Echter, Würzburg 2000, ISBN 3-429-02208-8, ISSN 0948-3063 (= Edith Stein Jahrbuch, Band 6)
- Jakob Böhme – Der deutsche Vorsokratiker. Zur Gegenwart und Zukunft der Philosophie. In: Erkenntnis und Wissenschaft – Jakob Böhme (1575–1624), Internationales Jacob-Böhme-Symposium Görlitz 2000 (= Neues Lausizisches Magazin, Beiheft 2). Görlitz-Zittau 2001, 128–153.
- Durchbruch der Tiefenphänomenologie. Die Neue Vorsokratik. Kohlhammer, Stuttgart 2002, ISBN 3-17-017368-5
- Exodus als Seinserfahrung. Edith Stein und Israel (I). In: Aufgang, Bd. 2, Stuttgart 2005, S. 311–339; (II) Aufgang, Bd. 3, Stuttgart 2006, S. 393–422
- Was ist Tiefenphänomenologie. Im Hinblick auf die Theologische Wissenschaft. In: Aufgang. Band 4, 2007, S. 221–236. ISBN 978-3-17-019787-9
- Die weltgeschichtliche Bedeutung Edith Steins. Vorwort zu Francisco Javier Sancho Fermín: Loslassen. Edith Steins Weg von der Philosophie zur karmelitischen Mystik. Kohlhammer, Stuttgart 2007 ISBN 978-3-17-019980-4, S. 9–20.
- Über die Sehnsucht. Urgrund und Abgründe. Aufgang Verlag, Augsburg 2016, ISBN 978-3-945732-07-6
- Eine Krankheit unserer Zeit: Gier. Aufgang Verlag, Augsburg 2018, ISBN 978-3-945732-23-6

### Literarische Schriften
- Die Krankheiten des Professor Walther. Roman. Pfeil, München 1986, ISBN 3-923871-13-9
- Exil. Roman. Pfeil, München 1989, ISBN 3-923871-32-5
- Leben im Aufgang. Roman. Pfeil, München 1994, ISBN 3-923871-76-7
- Dein Name ist Liebe. Mit einem Vorwort von Luise Rinser. Bastei-Lübbe, Bergisch Gladbach 1998, ISBN 3-404-70122-4
- Gotteshervorgang. In: Edith Stein Jahrbuch, Bd. 4, Würzburg 1998, (I) S. 21–57; Bd. 6, Würzburg 2000, (II) S. 17–22; Aufgang. Jahrbuch für Denken, Dichten, Musik, Bd. 1, Stuttgart 2004, (III) S. 53–58.
- Luise Rinser. Ein Leben in Widersprüchen. S. Fischer, Frankfurt am Main 2011, ISBN 978-3-10-071311-7
- Aurora. Tiefe und Schönheit des Christentums. Aufgang Verlag, Augsburg 2021, ISBN 978-3-945732-30-4